# Eddie Goldman
Eddie Goldman (Washington, 6 gennaio 1994) è un giocatore di football americano statunitense che milita nel ruolo di nose tackle per gli Atlanta Falcons della National Football League (NFL).

## Carriera

### Chicago Bears
Dopo avere giocato al college a football a Florida State dove vinse il campionato NCAA nel 2013, Goldman fu scelto nel corso del secondo giro (39º assoluto) del Draft NFL 2015 dai Chicago Bears. Debuttò come professionista subentrando nella gara del primo turno contro i Green Bay Packers in cui mise a segno 2 tackle. Il primo sack in carriera lo fece registrare nella settimana 4 su Derek Carr degli Oakland Raiders. La sua prima stagione si concluse con 22 tackle e 4,5 sack in 15 presenze, di cui 12 come titolare. La Pro Football Writers Association lo inserì nella formazione ideale dei rookie. Nella stagione 2020 decise di non scendere in campo a causa della pandemia di COVID-19.

### Atlanta Falcons
Goldman firmó con gli Atlanta Falcons il 6 luglio 2022. Tredici giorni dopo tuttavia annunció il ritiro ma il 21 marzo 2023 tornó sui propri passi.

## Palmarès
- PFWA All-Rookie Team - 2015